# Miguel Díaz Vizoso
Miguel Díaz Vizoso, né le 14 juin 1969, est un dessinateur et scénariste de bande dessinée hispano-belge. Il a exercé le métier d'éducateur dans un institut médico-pédagogique pendant dix ans avant de s’orienter vers l’univers de la bande dessinée. Il se fait connaître à partir du début des années 2000 en collaborant aux dessins des Schtroumpfs, une série de bande dessinée belge créée par Peyo en 1958.

## Biographie

### Jeunesse et débuts artistiques
À partir de 1989, il exerce pendant dix ans le métier d’éducateur dans un institut médico-pédagogique à La Louvière.
En 1996, il se rend à l’académie des beaux-arts de Châtelet, en Belgique, où Vittorio Leonardo donne des cours de BD, dans le but de s’y inscrire. Celui-ci s’intéresse à ses dessins et lui propose de prendre une pause dans sa carrière d’éducateur pour l’assister à son studio dans divers travaux, dont celui de dessiner Rantanplan (1997). Miguel Diaz Vizoso l’assiste durant une année et reprend son travail d’éducateur. Quelque mois plus tard, Vittorio Leonardo le rappelle pour lui conseiller d’aller au studio Peyo montrer ses dessins.

### Carrière
L’équipe BD du studio Peyo fournissait chaque mois le magazine allemand Schtroumpf ! en jeux, posters, gags, contes et BD. Cependant, le studio manquait de dessinateur disponible pour créer de nouveaux dessins pour d’éventuels licenciés[réf. nécessaire]. En 1999, le studio Peyo propose une collaboration continue à Diaz qui a profité de son expérience d'éducateur pour enrichir la collection des albums des Schtroumpfs. De cette influence naîtra le scénario d'Un enfant chez les Schtroumpfs, qui voit les lutins bleus confrontés à un enfant difficile.
En 2007, et parallèlement à son travail pour le studio Peyo, en compagnie de Ludo Borecki, il propose au Lombard de donner une suite aux aventures de Robin Dubois, avec le soutien de leurs créateurs, Bob de Groot et Turk.
En 2022, il signe les dessins de son septième album des Schtroumpfs : Les Schtroumpfs et les Enfants perdus.

## Publications
Les Schtroumpfs
- 33. Schtroumpf le héros, Le Lombard, Bruxelles, mars 2015
Scénario : Alain Jost, Thierry Culliford - Dessin : Jeroen De Coninck, Miguel Díaz - Couleurs : Nine Culliford -  (ISBN 978-2-8036-3543-6)
- 34. Les Schtroumpfs et le Demi-génie[10], Le Lombard, Bruxelles, avril 2016
Scénario : Alain Jost, Thierry Culliford - Dessin : Jeroen De Coninck, Miguel Díaz - Couleurs : Nine Culliford -  (ISBN 978-2-8036-3690-7)
- Diaz Vizoso Miguel, Jeroen De Coninck et Alain Maury, Laurent Cagniat (dessin), Les Schtroumpfs et le Village des filles, Belgique, Le Lombard, 2017 (ISBN 2803671166 et 9782803671168)
- 36. Les Schtroumpfs et le dragon du lac, Le Lombard, Bruxelles, mars 2018
Scénario : Alain Jost, Thierry Culliford - Dessin : Jeroen De Coninck, Miguel Díaz - Couleurs : Nine Culliford -  (ISBN 978-2-8036-7284-4)
- 37. Les Schtroumpfs et la machine à rêver, Le Lombard, Bruxelles, avril 2019
Scénario : Alain Jost, Thierry Culliford - Dessin : Jeroen De Coninck, Miguel Díaz - Couleurs : Nine Culliford -  (ISBN 978-2-8036-7313-1)
- 38. Les Schtroumpfs et le vol des cigognes[11], Le Lombard, Bruxelles, juin 2020
Scénario : Alain Jost, Thierry Culliford - Dessin : Miguel Díaz Vizoso - Couleurs : Nine Culliford -  (ISBN 978-2-8036-7715-3)
- 40. Les Schtroumpfs et les Enfants perdus, Le Lombard, Bruxelles, 14 octobre 2022
Scénario : Alain Jost, Thierry Culliford - Dessin : Miguel Diaz Vizoso - Couleurs : quadrichromie -  (ISBN 978-2-8082-0344-9)
- 42. Les Schtroumpfs et la Cape magique[12],[13],[14], Le Lombard, Bruxelles, 25 octobre 2024
Scénario : Alain Jost, Thierry Culliford - Dessin : Miguel Diaz Vizoso - Couleurs : quadrichromie -  (ISBN 978-2-8082-1309-7)

Robin Dubois
- 20. Au bout du rouleau[15],[16], Le Lombard, Bruxelles, mai 2007
Scénario : Bob de Groot - Dessin : Ludo Borecki, Miguel Díaz Vizoso - Couleurs : Miguel Díaz Vizoso -  (ISBN 978-2-8036-2144-6)
- 21. La Bourse ou l'habit[17],[18] ?, Le Lombard, Bruxelles, août 2008
Scénario : Bob de Groot - Dessin : Ludo Borecki, Miguel Díaz Vizoso - Couleurs : Sylvaine Scomazzon -  (ISBN 978-2-8036-2406-5)

### Boule à zéro
- 9. Le Combat du siècle[19], Bamboo Édition, coll. « Story », Charnay-lès-Mâcon, 31 mars 2021
Scénario : Zidrou - Dessin : Serge Ernst, Miguel Díaz Vizoso - Couleurs : Laurent -  (ISBN 978-2-8189-7844-3)
- 10. Les Bras levés[20], Bamboo Édition, coll. « Story », Charnay-lès-Mâcon, 1er mars 2023
Scénario : Zidrou - Dessin : Ernst, Miguel Díaz Vizoso - Couleurs : Laurent -  (ISBN 9782818991886)

## Expositions
- Miguel Díaz Vizoso - De La Louvière à Peyo[21],[22],[23],[24], au MiLL, La Louvière, du 22 mars 2025 au 10 août 1925.

## Prix
2024 :  grand prix du Festival international de la bande dessinée d'Ajaccio pour Les Schtroumpfs et la Cape magique.

#### Articles
- « Labourse : les écoliers de Labourse ont « schtroumpfé » le dessin avec Miguel Diaz », La Voix du Nord,‎ 21 octobre 2022 (lire en ligne , consulté le 11 décembre 2022).
- Michaël Martinez, « Miguel Diaz Vizoso, un dessinateur schtroumpfant », blog BBD de Nice-Matin,‎ 8 mars 2024 (lire en ligne, consulté le 28 mars 2024).

### Émissions de télévision
- Le POINT C : des Schtroumpfs au MILL sur ACTV, présentation : Thomas Catteau (9 min 50 s), 13 mars 2025.

### Vidéographie
- (es) Interview sur YouTube